# Klippans pastorat
Klippans pastorat är ett pastorat i Luggude-Åsbo kontrakt i Lunds stift i Klippans kommun i Skåne län. 
Pastoratet bildades 2014 och består av följande församlingar:
- Klippans församling
- Riseberga-Färingtofta församling
- Östra Ljungby församling

Pastoratskod är 071305.